# 96-й Конгресс США
Девяно́сто шесто́й Конгре́сс США — заседание Конгресса США, действовавшее в Вашингтоне с 3 января 1979 года по 3 января 1981 года в период двух последних лет президентства Джимми Картера. Обе палаты, состоящие из Сената и Палаты представителей, имели демократическое большинство. Распределение мест в Палате представителей было основано на переписи населения 1970 года.

## Важные события
- 1979—1980 — Нефтяной кризис 1979 года
- 11 июля 1979 года — Скайлэб вернулся на Землю
- 4 ноября 1979 года — захват американских заложников в Иране
- 2 февраля 1980 года — оперативный эксперимент «Abscam» стал общественным достоянием
- 18 мая 1980 года — извержение Сент-Хеленс 1980 года
- 4 ноября 1980 года — Президентские выборы 1980 года, победу на которых одержал республиканец Рональд Рейган

## Ключевые законы
- Закон об отношениях с Тайванем (1979)
- Закон об организации министерства образования США (1979)
- Закон о беженцах (1980)
- Закон о гибкости регулирования (1980)
- Закон Стэггерса о железных дорогах (1980)
- Акт о сохранении земель Аляски (1980)
- Закон о сокращении бумажного документооборота (1980)
- Закон об управлении персоналом офицеров обороны (1980)
- Закон Бэя—Доула (1980)
- Закон о ядерной безопасности, исследованиях, демонстрациях и разработках (1980)

## Членство

### Сенат
| Период | Всего | Вакантно | Партии                 | Партии                      | Партии                 |
| Период | Всего | Вакантно | Демократическая партия | Независимые (с демократами) | Республиканская партия |
| ------ | ----- | -------- | ---------------------- | --------------------------- | ---------------------- |
| Начало | 100   | 0        | 58                     | 1                           | 41                     |
| Конец  | 100   | 0        | 55                     | 1                           | 44                     |

### Палата представителей
| Начало | 433 | 2 | 276 | 156 | 1 |
| Конец  | 431 | 4 | 272 | 158 | 1 |